# Ахундзаде, Анар Сейран оглы
Анар Сейран оглы Ахундзаде (азерб. Anar Seyran oğlu Axundzadə; род. 6 июля 1972 году, Нахичевань, Азербайджанская ССР) — государственный и политический деятель. Депутат Милли меджлиса Азербайджанской Республики II созыва.

## Биография
Родился Анар Ахундзаде 6 июля 1972 году в городе Нахичевань, ныне Республики Азербайджан. С 1990 по 1995 годы проходил обучение на факультете сельского хозяйства и права Нахичеванского государственного университета. В 1995 году был назначен специалистом первой степени Кабинета министров Нахичеванской Автономной Республики, а в декабре того же года стал работать помощником председателя Верховного Меджлиса Нахчыванской Автономной Республики.
С 1996 по 1997 годы проходил действительную военную службу во Внутренних войсках МВД Нахичеванской Республики. С 1997 по 2000 годы продолжил работать помощником председателя Верховного Меджлиса Нахчыванской Автономной Республики. В феврале 2000 года назначен первым заместителем главы Исполнительной власти города Нахичеваня. В 2000 году на выборах в Милли Меджлис Азербайджанской Республики II созыва был избран депутатом от Нахичеванского городского округа № 3. В период депутатской работы был членом ряда международных организаций и участником семинаров. С 2000 по 2005 годы был председателем межпарламентской группы дружбы Азербайджан-Словения, заместителем председателя группы дружбы Азербайджан-Объединенные Арабские Эмираты, а также являлся членомом Комитета Европейского сотрудничества.
В 2000 году получил свидетельство о повышении квалификации в Академии государственного управления при Президенте Азербайджанской Республики по специальности государственное регулирование инвестиционных процессов. В 1998 году был участником Всемирного фестиваля молодежи в Португалии.
Член Партии "Новый Азербайджан" с 1992 года. Председатель Молодежной организации партии в Нахичеванской Республики с 1995 по 2000 годы. 
С 24 февраля 2016 года по 9 июля 2021 года занимал должность заведующего отделом по общественно-политическим и гуманитарным вопросам исполнительной власти Сабаильского района. Является государственным служащим I класса.
Женат, воспитывает троих детей.